# Franz Defregger

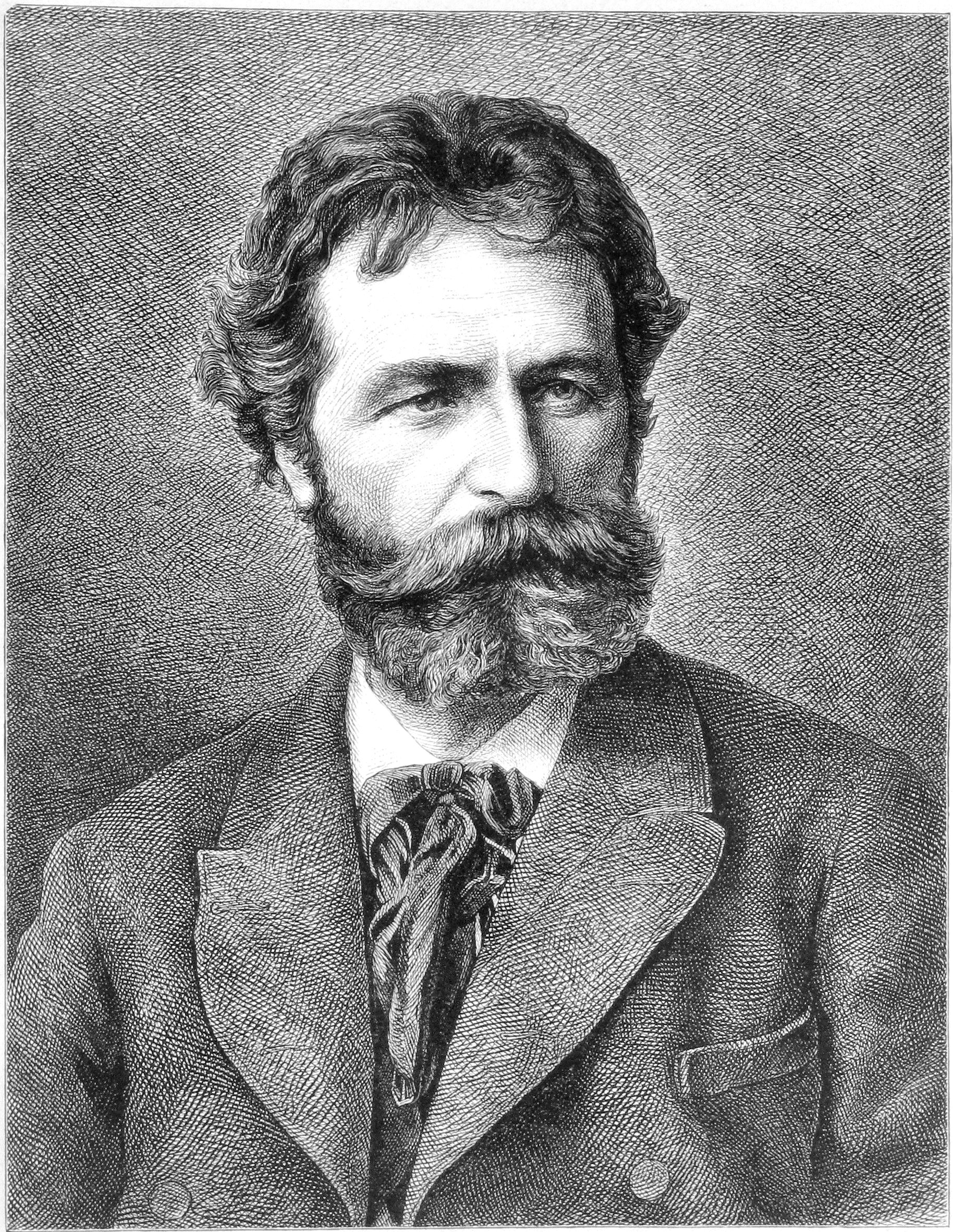
Franz Defregger.

Franz von Defregger, född den 30 april 1835 i Stronach (Iselsberg-Stronach) i Tyrolen, död den 2 januari 1921 i München, var en österrikisk målare.
Defregger, som var bondson, studerade huvudsakligen i München hos Piloty, och 1863-65 i Paris samt var sedan 1871 bosatt i München, vid vars konstakademi han sedan 1878 var professor. År 1883 upphöjdes han i adligt stånd; samma år blev han medlem av konstakademien i Stockholm. 
Redan före bosättningen i München hade Defregger vunnit ett namn genom framställningar av folkliv och typer från Tyrolen. I sina bondelivstavlor närmar han sig ganska mycket till Düsseldorfskolan i sättet att uppfatta "folket" och att presentera det för åskådaren. 
Han ger friskt och hurtigt, älskvärt och med lugn humor omsorgsfullt anordnade interiörer från stugorna under vardag och festdag, berättar rörande eller roande små historier och framställer anslående typer. 
Till hans tavlor av detta slag hör Den sårade jägaren (1867, museet i Stuttgart), Brottarna (1869, Kölns museum), Dans i bondstugan, Den prisbelönade hästens återkomst till byn (1873) och Salongstyrolaren (1882, Berlins nationalgalleri). 
Jämte dylika ämnen behandlade han motiv ur Tyrolens  historia, flera gånger med de nationella hjältarna Andreas Hofer och Speckbacher som huvudpersoner: Speckbacher och hans son (1868, Innsbrucks museum), Andreas Hofer går till döden (1878, Königsbergs museum), Hofer håller krigsråd (1897, München, nya pinakoteket).
Nämnas bör även Det sista uppbådet (1874, Wien), Segrarnas hemkomst (1876, Berlins nationalgalleri), Stormningen av Rotenturm 1705 (1881, München, nya pinakoteket) och Före stormen (1883, Dresdengalleriet). 
Genom dylika motiv blev Defregger Tyrolens nationelle målare framför andra, och genom sina gemytliga genretavlor gjorde han mer än någon annan tyrolska ämnen eftersökta i konsthandeln och på utställningarna.  "Salongs-tyroleri" har hans genrekonst med all rätt blivit kallad. Ett "Defregger-album" (med text av Rosegger) utgavs 1890–92.